# Delfinato
Il Delfinato (in occitano Daufinat, in francese Dauphiné, pronuncia : /dofiˈne/) era una delle antiche province francesi.
Corrisponde approssimativamente agli odierni dipartimenti dell'Isère, della Drôme e delle Alte Alpi. Anticamente si estese anche su una parte del versante italiano delle Alpi oggi suddiviso tra le province di Torino e Cuneo: in molte zone di quest'area l'uso della lingua francese si mantenne  fino al XX secolo.
Il nome arpitano della regione è  Dôfenât o Darfenât; in occitano Daufinat, Dalfinat o Daufinat de Vianés.

## Geografia

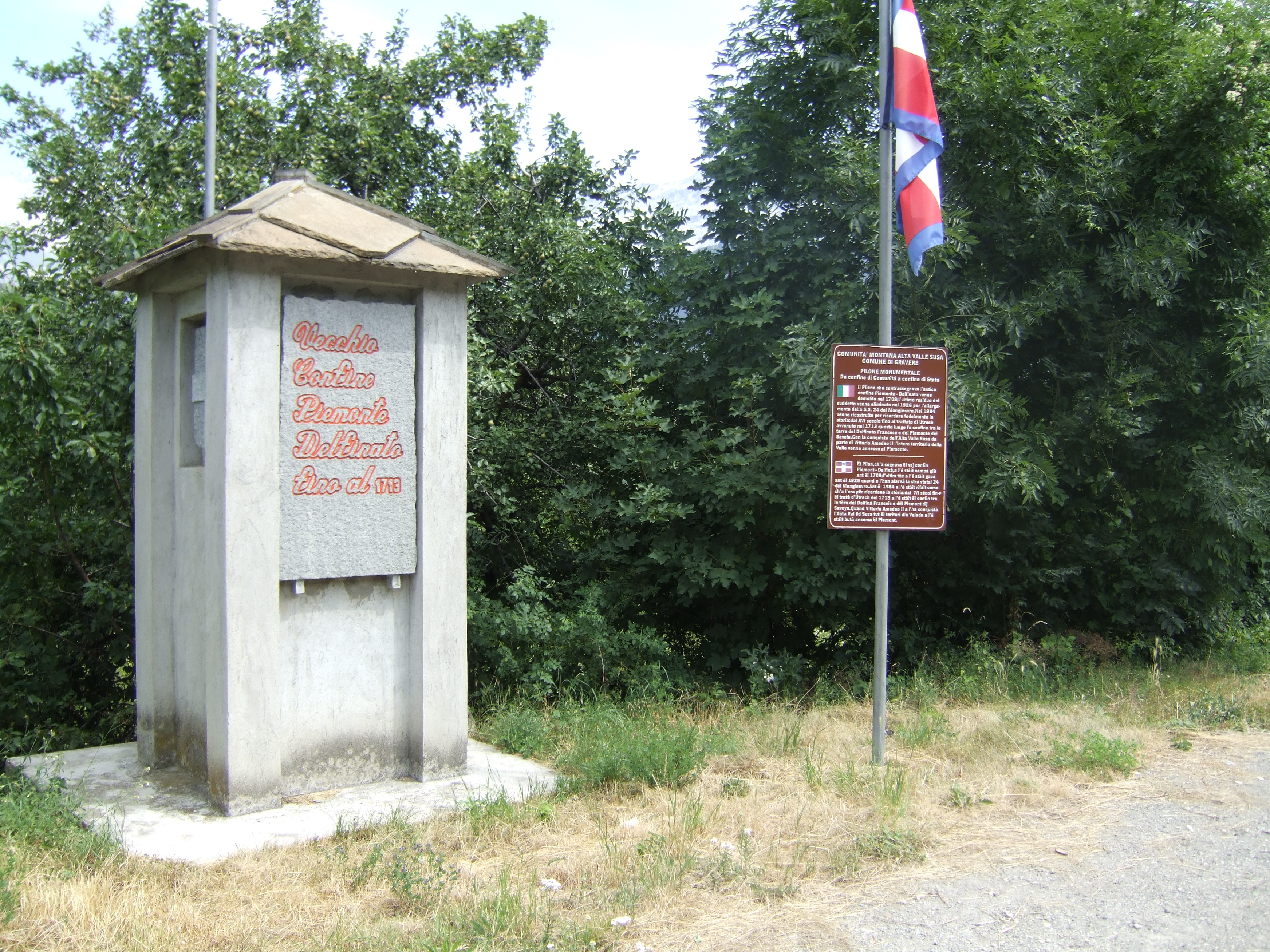
Cippo che ricorda il punto di confine fra Delfinato e Ducato di Savoia nell'Alta valle di Susa fino al 1713, posto sulla strada statale 24 del Monginevro fra i comuni di Chiomonte e Gravere.

La provincia dell'ancien régime era delimitata a nord dal Rodano che la separava dalla Bresse e dal Bugey. A est, c'erano la Savoia e il Piemonte, e a sud il Contado Venassino e la Provenza. Il limite occidentale era delimitato dal Rodano a sud di Lione. Da notare che il Delfinato si estendeva fino ai sobborghi di Lione. Le sue capitali successive furono Vienne e Grenoble a decorrere dal secolo XIII. Era diviso in Alto Delfinato, comprendente la parte montuosa (attorno alle cosiddette Alpi del Delfinato), e in Basso Delfinato, esteso sulla pianura della valle del Rodano.

### Basso Delfinato
Le circoscrizioni del Basso Delfinato erano:
- il Viennois,
- la contea del Valentinois con la città di Valence, annessa da Carlo VI nel 1404,
- la contea del Diois, intorno alla città episcopale di Die, ugualmente annessa nel 1404,
- il Tricastin,
- il principato di Orange, che fu annesso al Delfinato (nel 1790 fu incluso nel dipartimento del Vaucluse).

### Alto Delfinato
Le circoscrizioni dell'Alto Delfinato erano:
- il Grésivaudan,
- il Royans,
- il Champsaur,
- il Trièves,
- il Queyras,
- l'Embrunais,
- il Gapençais,
- il Dévoluy,
- il Vercors,
- il Bochaine,
- le Baronnies,
- il Briançonnais.

#### Delfinato italiano
Il Delfinato italiano, comprendente l'alta Valle di Susa, l'alta Val Chisone e l'alta Val Varaita, appartenne al Briançonnais dal 972, quando l'imperatore Ottone I di Sassonia lo assegnò al re di Arles Corrado III, fino al 1713, allorché venne ceduto al Ducato di Savoia con il Trattato di Utrecht. I suoi principali centri erano:
- Oulx
- Pragelato
- Casteldelfino

## Storia
Il territorio fu un tempo abitato dagli Allòbrogi (l'odierna Vienne era il loro centro), i Segovellauni, i Voconti e i Tricassi, e faceva parte della romana Gallia Narbonense prima e della Gallia Viennense poi.
Invasa dai Burgundi, fece parte del regno Burgundo (443-534) prima, e del Regno di Borgogna poi. I Merovingi lo amministrarono lasciandogli una certa indipendenza (regnum Burgondiæ) come a Neustria e Austrasia, fino a quando Clotario II non diventò unico re del regno dei Franchi.
Dopo la morte di Carlo Martello la Borgogna viene divisa in contee: Borgogna d'Arles, Borgogna di Vienne, Borgogna alemanna e Borgogna franca. Tralasciando le sorti delle altre contee, la Borgogna di Vienne (o contea di Vienne o Viennois) cambia nome in Borgogna cisjura sotto Bosone I e Rodolfo II nell'effimero regno di Arles.
Ugo di Provenza è il primo conte di Vienne noto (905-926). La Contea di Vienne nel 1030 viene affidata dall'imperatore all'arcivescovo di Vienne, che subito divide la contea in due: a nord la Savoia viene offerta a Umberto Biancamano, a sud la contea d'Albon a Ghigo I.
Il Delfinato è noto come tale nome dal XII secolo. Il delfino figurava nello stemma araldico di Ghigo IV. Ghigo V prenderà il soprannome del padre e lo trasformerà in titolo, Delfino del Viennois. Da lui i suoi territori saranno detti "Delfinato".
Il 29 maggio 1343, a Beauvoir-en-Royans, il Delfino Umberto II il Vecchio, insieme a 18 rappresentanti delle valli alpine, firma la Carta delle Libertà. Nasce così la repubblica degli Escartons, che comprendeva cinque valli diverse: Briançonnais, Oulx, Casteldelfino, Val Chisone, Queyras.
Umberto II, senza eredi, cedette la sua provincia al re di Francia, Filippo VI, il 30 marzo 1349, con il trattato di Romans, abilmente negoziato dal suo protonotario, Amblard de Beaumont. Umberto II pretese in cambio che il primogenito dei re di Francia si chiamasse "Delfino".
A quell'epoca Umberto II portava ugualmente i titoli di «principe del Briançonnais, duca di Champsaur, marchese di Cesana, conte di Vienne, d'Albon, di Grésivaudan, d'Embrun e del Gapençais, barone palatino de La Tour, della Valbonne, di Montauban e di Mévouillon», che trasmise pure alla Francia.
Luigi XI fu l'unico Delfino di Francia a risiedere nel Viennois e a governarlo.
Il Delfinato costituiva la généralité di Grenoble, creata nel 1542. Era suddivisa in:
- Alto Delfinato (Haut Dauphiné), che comprendeva le Baronnies, il Briançonnois (regione di Briançon), il Champsaur, l'Embrunais e il Gapençais, (regione di Gap), il Graisivaudan e il Royans, estendendosi nell'Alta valle di Susa fino all'attuale paese di Chiomonte incluso e nell'alta Val Chisone da Meano in su. Questa parte fu ceduta ai Savoia con il trattato di Utrecht (1713).
- Basso Delfinato (Bas Dauphiné), che comprendeva il Diois, il Tricastinois, il Valentinois (regione di Valence) e il Viennois (regione di Vienne).

Durante la Seconda guerra mondiale, il territorio montuoso della regione permise la costruzione di solide basi per la Resistenza, in particolar modo nel massiccio del Vercors.

## Società e cultura

### Gastronomia
Il Delfinato è noto per alcune sue tipiche specialità culinarie:
- il gratin dauphinois
- il formaggio saint-marcellin
- il formaggio saint-félicien
- il formaggio picodon
- i ravioles du Royans
- il nougat de Montélimar

... e per alcuni suoi prodotti che si potrebbero dire dop:
- la noce di Grenoble[1]
- l'agnello di Savournon
- i vini del Tricastin
- la Clairette de Die[2]
- il crozes-hermitage[3]
- l'hermitage[4]

### Carta stampata
Le Dauphiné libéré è un quotidiano la cui sede si trova a Grenoble ed è diffuso in tutta la regione Rodano-Alpi e nel nord della regione Provenza-Alpi-Costa Azzurra.

### Sport
Nella regione del Delfinato si svolge annualmente, in giugno, il Critérium du Dauphiné, considerata una delle principali corse ciclistiche del calendario, specialmente in funzione del Tour de France. Funge, infatti, come banco di prova per i ciclisti che vorranno cimentarsi nella prestigiosa corsa francese, che si tiene poco dopo.